# موازنة الانكسار

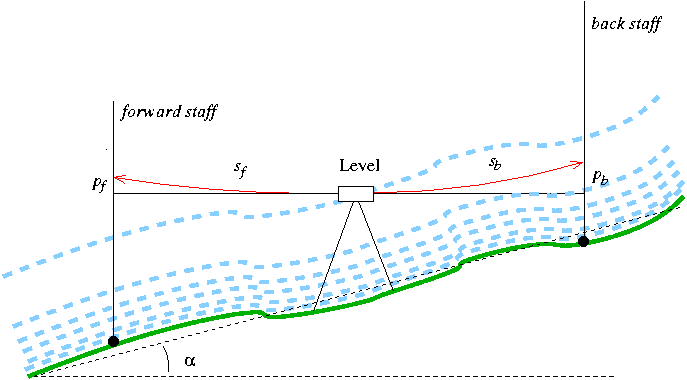
التأثير المنهجي لموازنة الانكسار هو التضاريس المنحدرة

موازنة الانكسار يشير إلى منظم الانكسار نتيجة تشويه نتائج خط التسوية فوق سطح الأرض.
في خط التسوية، يتم تسوية أجزاء قصيرة من خط عن طريق أخذ قراءات من خلال مستوى من اثنين من الموظفين، واحد في المقدمة وواحد في المؤخرة  من خلال ربط معا اختلافات الارتفاع من هذه الأجزاء، يمكن للمرء أن يحسب الفرق الارتفاع الكلي بين نقاط نهاية خط.
العمل الكلاسيكي على تسوية الانكسار هو أن تيجي كوكاماكي في 1938-1939. تحليله مبني على فهم أن عوارض القياس تنتقل داخل طبقة حدودية قريبة من سطح الأرض، الذي يتصرف بشكل مختلف عن الغلاف الجوي ككل. عند قياس على سطح مائل، يتراكم التأثير المنهجي.
أصبح تسوية انكسار كوكاماكي سيئة السمعة كتفسير من  "انتفاخ بالمديل"، التي لاحظها علماء الجيوديسيون في كاليفورنيا في السبعينيات.
يمكن التخلص من الانكسار التسوية بواسطة أي من اثنين من التقنيات:
1. قياس تدرج درجة الحرارة العمودي داخل طبقة الحدود الجوية. عادة اثنين من المقاومات تعتمد على درجة الحرارة تستخدم، واحد في 50 سم (20 في)، الآخر في 250 سم (98 في) ارتفاع فوق سطح الأرض، مرسى على الموظفين ومتصلة في جسر ويتستون.
2. استخدام النمذجة المناخية. اعتمادا على الوقت من اليوم والسنة، الموقع الجغرافي والظروف الجوية العامة، أيضا استواء الملاحظات يمكن تصحيحها تقريبا التي لم يتم جمع قياسات تدرج درجة الحرارة الأصلي.

وهناك بديل، مرحبا التكنولوجيا النهج هو علم التشتت باستخدام اثنين من أطوال موجية مختلفة من الضوء. فقط في الآونة الأخيرة أصبحت أشعة الليزر الزرقاء متاحة بسهولة مما يجعل هذا الاقتراح واقعية.